# آرادو آر 96
آرادو آر 96  (بالإنجليزية: Arado Ar 96)‏ هي طائرة تدريب أنتجت في 1939 بألمانيا. من صناعة آرادو فلوجزيوجويرك. كان أول طيران لها في 1938. صنع منها 3,500 طائرة.

## المستخدمون
- سلاح الجو الألماني ( الرايخ الثالث)
- القوات الجوية المجرية